# Aporocidaris milleri
Aporocidaris milleri är en sjöborreart som först beskrevs av Agassiz 1898.  Aporocidaris milleri ingår i släktet Aporocidaris och familjen piggsvinssjöborrar. Inga underarter finns listade i Catalogue of Life.